# Aloe decurva
Aloe decurva är en grästrädsväxtart som beskrevs av Gilbert Westacott Reynolds. Aloe decurva ingår i släktet Aloe och familjen grästrädsväxter. Inga underarter finns listade i Catalogue of Life.

## Bildgalleri

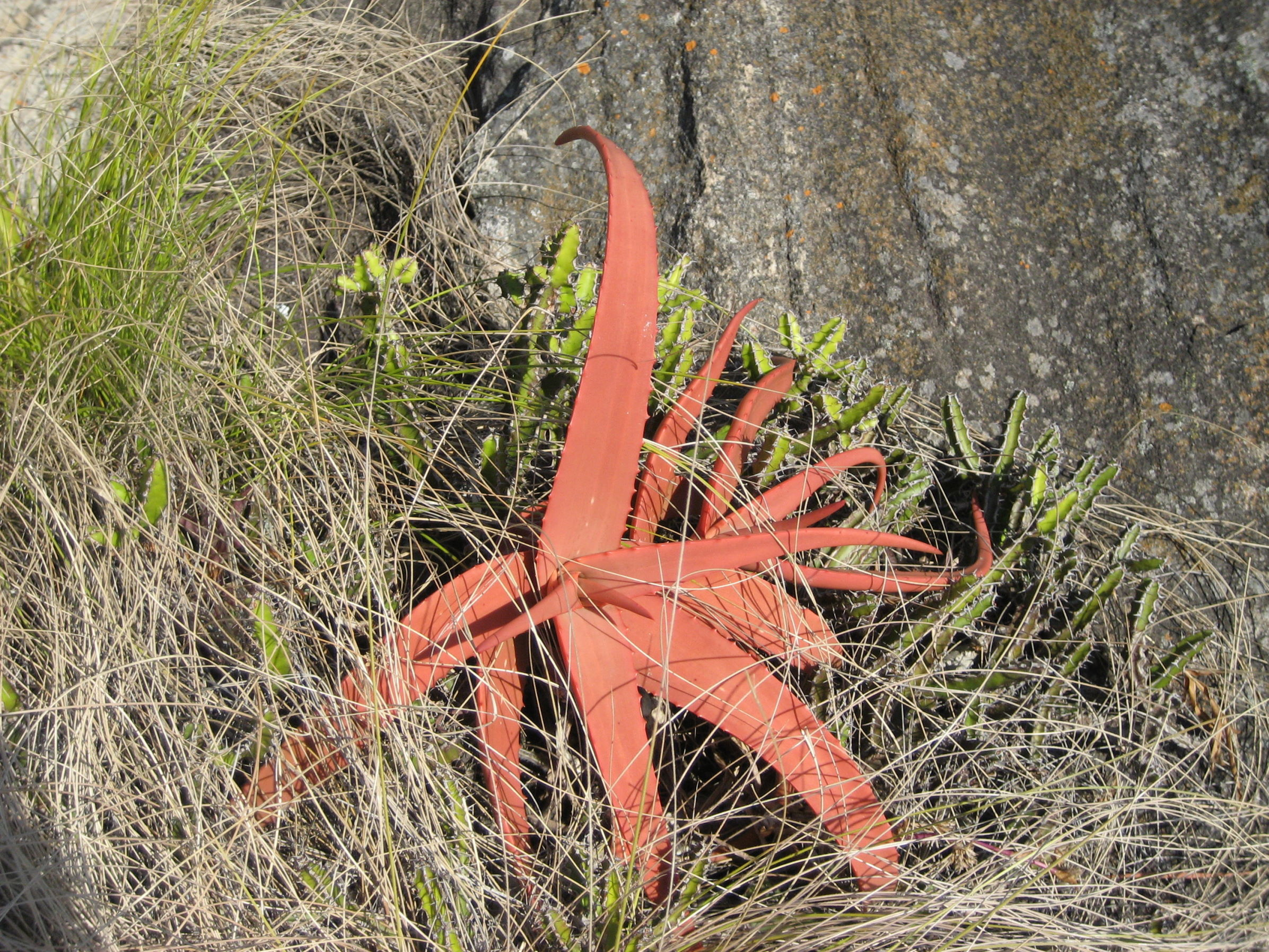
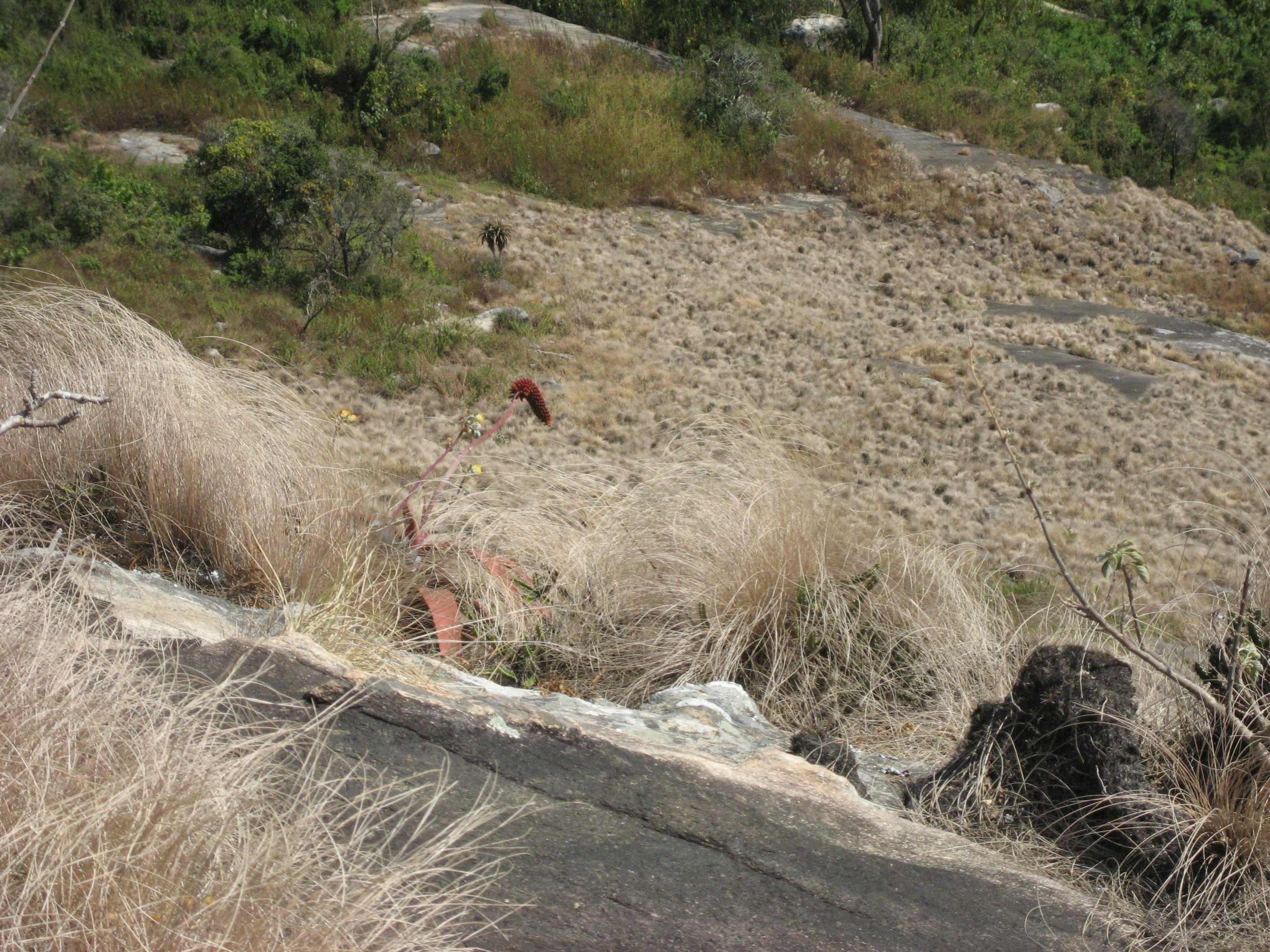
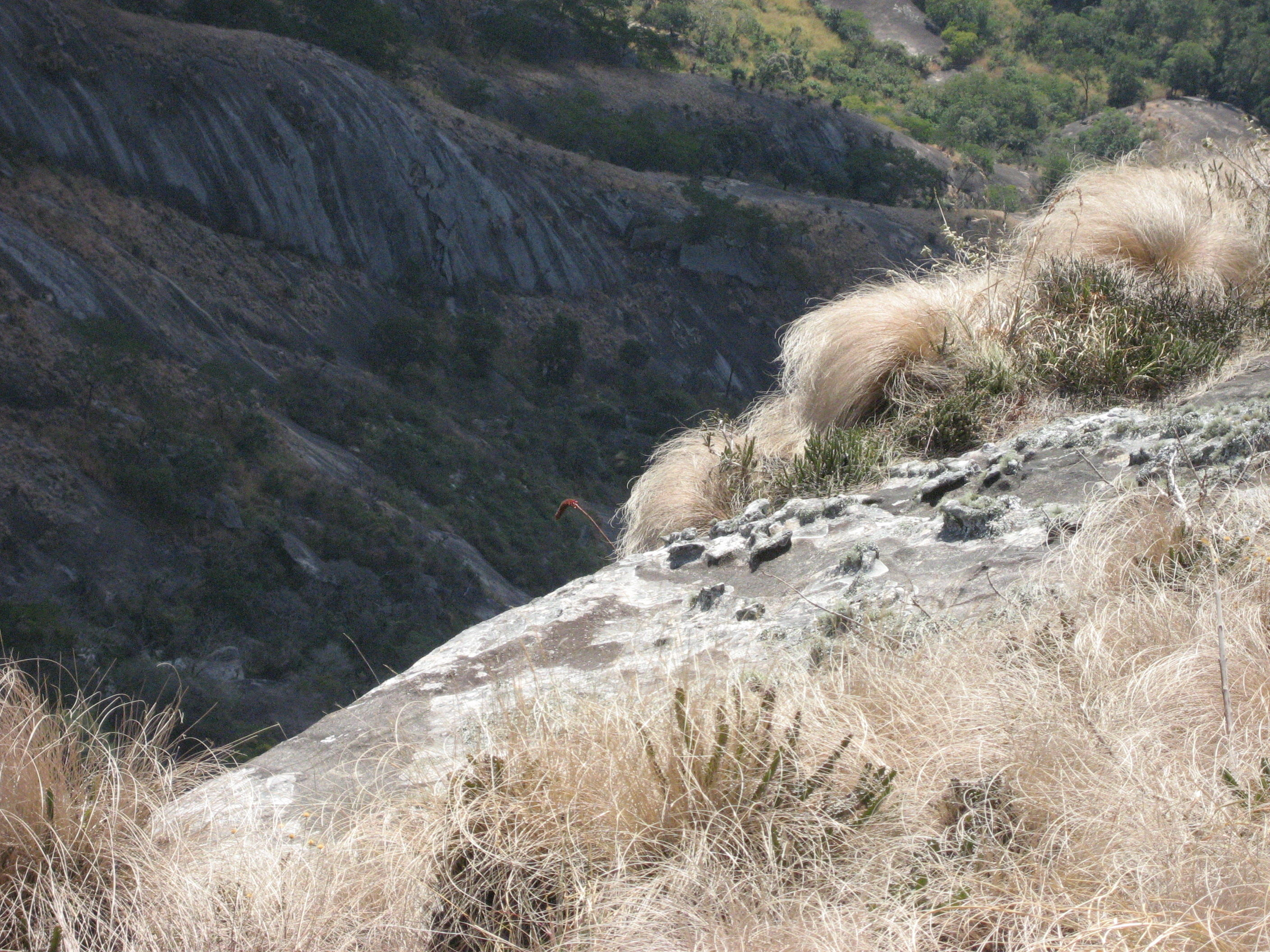
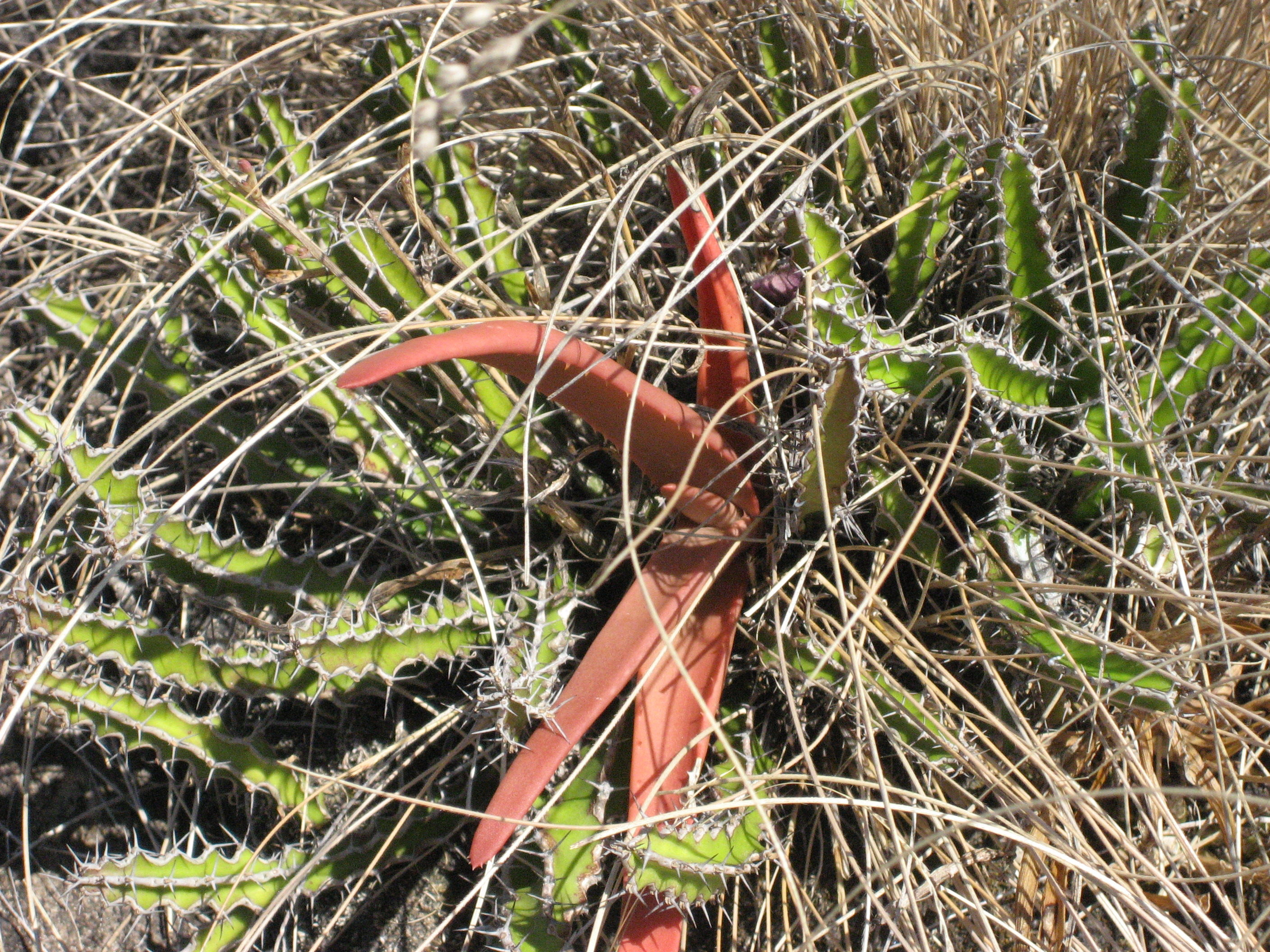